# Crystal Langhorne
Crystal Langhorne (nascida em 27 de outubro de 1986) é uma jogadora norte-americana de basquete. Joga atualmente no Seattle Storm, equipe da WNBA. Ela entrou na liga através do draft de 2008.